# Бланка II (королева Наварри)
Бланка II (1424—1464) — дочка Арагонського короля Хуана II та Бланки I Наварської, крім цього, дружина спадкоємця трону і майбутнього короля Кастилії і Леону Енріке IV з 1440 по1453 рік, титулярна королева Наварри в 1461—1464 роках.

## Життєпис
Була третьою дитиною Хуана II та його першої дружини Бланки I Наварської.
У 1427 році вона, її брат і сестра були оголошені законними спадкоємцями Наварського королівства. Бланка була обіцяна в дружини спадкоємцю трону Кастилії і Леону Енріке IV, що був сином короля Кастилії Хуана II і Марії Арагонської, у 1436 році, в підтвердження мирного договору між Кастилією і Наваррою.
Королева Бланка I супроводжувала дочку в Кастилію на урочистості з приводу її одруження, які проходили в Вальядоліді 16 вересня 1440 року. Укладений шлюб так і не був консумований. У 1453 році, через 13 років, шлюб був анульований. Офіційне обстеження підтвердило незайманість королеви. Розлучення було узгоджене з Папою Римським під приводом того, що якісь чаклунські сили перешкодили Енріке виконати свій подружній обов'язок. Після розлучення Бланку відправили додому, в Наварру.
В 1451 році, коли почалася війна її батька та її брата Карла через права на трон, Б'янка стала на сторону брата та просила свого свекра короля Кастілії про допомогу брату.
В 1461 році, після смерті її брата, Карла, багато незадоволених наварців і прихильників анти-арагонської партії вважали Бланку законною королевою, а не її батька, який посів трон королівства. Листи Карла IV, в яких він називає своєю спадкоємицею сестру, підкріплюювали претензії Бланки на трон.
Ув'язнена в замку Оліте, Бланка була залишена на милість свого батька, який приймає рішення вступити в новий союз з Францією. Король Франції Людовик XI і батько Бланки Хуан ΙΙ вирішили, що 38-річна Бланка повинна стати дружиною 16-річного Карла Валуа, молодшого сина французького короля. Але Бланка відмовилася бути пішаком у політичній грі і весілля не відбулася.
Розлючений непокорою, Хуан ІІ відправляє Бланку до іншої своєї дочки, Елеонори, і її чоловіка, Гастона IV Фуа, де вона фактично стає полонянкою в домі власної сестри. Між тим, дорога до замку сестри і зятя в Беарн лежала через землі, підвладні найлютішим ворогам Бланки, і, відповідно, була явною загрозою для її життя. 30 квітня 1462 року Бланка у своєму заповіті називає своїм спадкоємцем колишнього чоловіка Енріке IV Кастильського.
Після прибуття в Беарн Бланка була запроторена в башту Монкада, де і померла 2 грудня 1464 року при загадкових обставинах. Деякі говорили, що вона була отруєна за наказом сестри, інші — що впала жертвою інтриг батька. Похована в кафедральному соборі Лескара у Франції.
Спадкоємців не залишила.